# Drosophila eskoi
Drosophila eskoi är en tvåvingeart som beskrevs av Lakovaara och Lankinen 1974. Drosophila eskoi ingår i släktet Drosophila och familjen daggflugor.
Artens utbredningsområde täcker de norra delarna av Skandinavien,  däribland Sverige.